# Robson Bambu
Robson Alves de Barros, más conocido como Robson Bambu, (São Vicente, 12 de noviembre de 1997) es un futbolista brasileño que juega de defensa en el S. C. Braga de la Primeira Liga.

## Trayectoria
Robson Bambu comenzó su carrera deportiva en el Santos F. C. en 2018, debutando como profesional el 28 de enero de ese año, en un partido frente a Ituano.
En 2019 se marchó al Atlético Paranaense.

### O. G. C. Niza
El 5 de junio de 2020 se marchó al O. G. C. Niza de la Ligue 1 francesa, que pagó 8 millones al Atlético Paranaense para hacerse con su fichaje. Debutó en la Ligue 1 el 23 de agosto, frente al R. C. Lens.

## Selección nacional
Robson Bambu fue internacional sub-20 y sub-23 con la selección de fútbol de Brasil.

## Clubes
| Club                         | País     | Año       |
| ---------------------------- | -------- | --------- |
| Santos F. C.                 | Brasil   | 2018      |
| Atlético Paranaense          | Brasil   | 2019-2020 |
| O. G. C. Niza                | Francia  | 2020-2024 |
| S. C. Corinthians (cedido)   | Brasil   | 2022      |
| C. R. Vasco da Gama (cedido) | Brasil   | 2023      |
| F. C. Arouca (cedido)        | Portugal | 2024      |
| S. C. Braga                  | Portugal | 2024-     |

## Palmarés

### Títulos nacionales
| Título                | Club                | País   | Año  |
| --------------------- | ------------------- | ------ | ---- |
| Campeonato Paranaense | Atlético Paranaense | Brasil | 2019 |
| Copa de Brasil        | Atlético Paranaense | Brasil | 2019 |